# Чернітка парійська
Чернітка парійська (Myioborus pariae) — вид горобцеподібних птахів родини піснярових (Parulidae).. Ендемік Венесуели.

## Опис
Довжина птаха становить 13 см. Голова сіра, на тумені рудувато-коричнева пляма. Верхня частина тіла оливково-сіра. Навколо очей широкі жовті кіцьця, які поєднані жовтою смугою між собою, утворюючи "окуляри". Нижня частина тіла жовта, гузка біла. Надхвістя біле. Крила чорні. Рульові пера білі. Лапи і дзьоб чорні.

## Поширення і екологія
Парійські чернітки є ендеміками півострова Парія на північному сході Венесуели. Вони живуть в гірських тропічних лісах Національного парку півострова Парія, а також в навколишніх вологих і хмарних гірських лісах на висоті від 800 до 1150 м над рівнем моря. В минулому птахи траплялися і на нижчих висотах. Парійські чернітки часто утворюють змішані зграї з церебами і золотолобими віреончиками. Харчуються комахами і іншими безхребетними.

## Збереження
МСОП вважає цей вид таким. що знаходиться під загрозою вимирання. Основною загрозою є знищення природного середовища. Дослідники вважають, що популяція парійських черніток нараховує 1500–7000 птахів.